# Канон (фантастика)

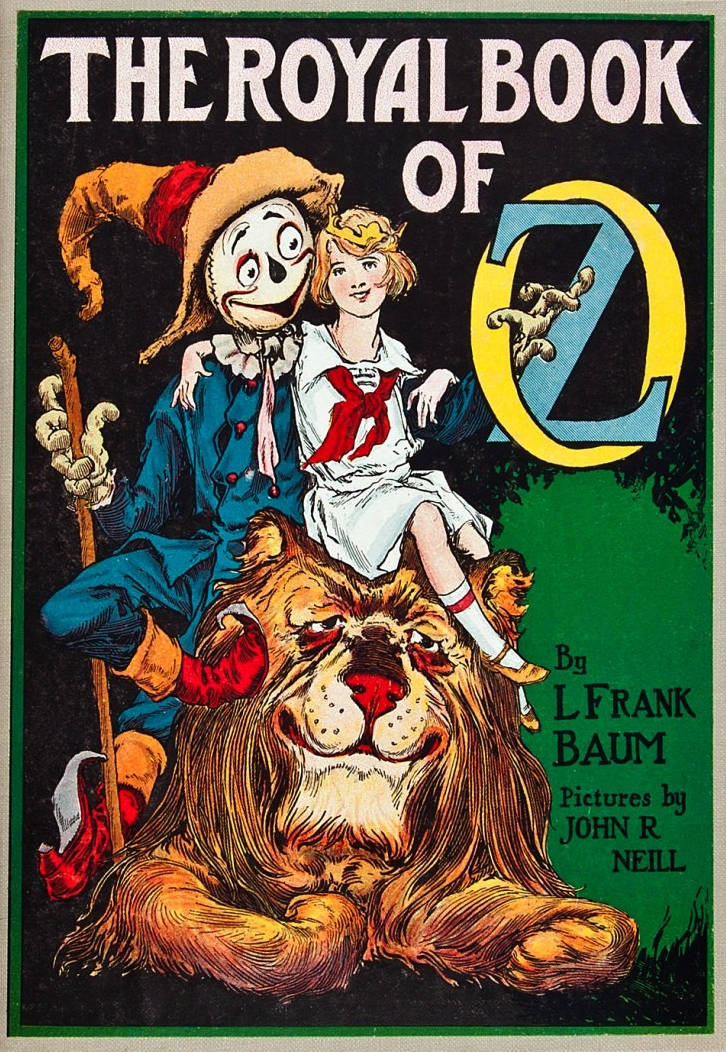
Королівська книга країни Оз, канонічна робота в серії Оз, хоча написана в 1921 році після смерті автора оригінальної серії Френка Баума в 1919 році іншою письменницею Рут Пламлі Томпсон із дозволу оригінального видавця Reilly & Lee

Канон у фантастиці — «сукупність творів, які відбуваються в певному вигаданому світі і які широко вважаються офіційними або авторитетними; [особливо] ті, що створені оригінальним автором або розробником світу». Канон протиставляється творам фанфіку та іншим похідним творам або використовується як основа для них.

## Канонічність
Коли є кілька «офіційних» творів або оригінальних носіїв, може бути незрозуміло, який матеріал є канонічним. Це вирішується або явним виключенням певних медіа зі статусу канонічних (як у випадку зі Зоряний шлях і Зоряні війни), шляхом призначення різних рівнів канонічності різним медіа, шляхом розгляду різних, але ліцензованих засобів обробки медіа як офіційних і однаково канонічних для хронології серії в межах їхнього власного всесвіту безперервності, але не поперек них, або не розв'язана взагалі. Також немає консенсусу щодо того, хто має повноваження вирішувати, що є каноном, а що ні, власники авторських прав зазвичай оголошують себе владою, коли хочуть стерти або повторно відтворити матеріали, які були схвалені оригінальним творцем сеттінгу (приклад знову ж таки із Зоряними війнами). Використання канону є особливо важливим для перезапуску або повторного уявлення усталених франшиз, таких як ремейк «Зоряного шляху» (2009), через те, як це впливає на враження глядача.

### Приклади
Офіційний вебсайт «Зоряний шлях» описує «Зоряний шлях» як «події, що відбуваються в епізодах і фільмах», що стосуються телевізійних серіалів і фільмів у прямому ефірі, причому «Зоряний шлях: анімаційний серіал» довгий час існував у туманній сірій зоні канонізму. Події, персонажі та сюжетні лінії з пов'язаних романів, коміксів і відеоігор явно виключені з канону «Зоряного шляху», але сайт зазначає, що елементи з цих джерел згодом були введені в телесеріал, і каже, що «канон — це не те, що висічено в камені».
У той час, коли Джордж Лукас працював над франшизою, канон «Зоряних війн» був розділений на окремі рівні, які включали Розширений Всесвіт (РВ), а спадкоємність відстежував креативний керівник Lucasfilm Ліланд Чі. Матеріал вищого рівня та новіший скасовує матеріал нижчого рівня та старіший у разі протиріччя. Театральні фільми, серіал «Війни клонів» 2008 року та його дебютний фільм, а також заяви самого Лукаса були на вершині цієї ієрархії; такі роботи незмінно замінювали матеріал РВ у разі суперечності. Сам РВ був далі розділений на кілька низхідних рівнів спадкоємності. Після придбання Disney франшизи Lucasfilm визначив усі матеріали Розширеного Всесвіту, опубліковані до 25 квітня 2014 року (окрім перших шести театральних фільмів і фільму та серіалу «Війни клонів» 2008 року), як неканонічні продовження «Легенд». Матеріал, опублікований після цього оголошення, є окремою канонічною хронологією від оригінального Канону Джорджа Лукаса, а весь розвиток оповіді контролює Lucasfilm Story Group.
Творці «Доктора Хто» загалом уникали заяв про канонічність, а Рассел Девіс пояснив, що він не думає про концепцію телесеріалу «Доктор Хто» чи його побічних ефектів.
У телевізійному серіалі «Сімпсони» як приклад неканонічного матеріалу є епізоди «Будинок жахів на дереві», серія спеціальних сюжетів на тему Гелловіну з кількома історіями, які відбуваються поза межами звичайного серіалу.
Кілька телевізійних серіалів аніме, адаптованих на основі історій манги, мають деякі додаткові епізоди з оригінальними історіями, які не є частиною оригінальної манги, їх часто називають «епізодами-заповнювачами», оскільки вони виходять за межі канону вихідного матеріалу.

## Додаткові роботи

### Інші письменники
Канонічний статус деяких творів оригінального автора, але не того самого видавця, як-от «Польовий базар», може обговорюватися. Це пояснюється тим, що раніше авторським правом користувався видавець літературного твору, а не автор. Кампанія Віктора Гюго призвела до Бернської конвенції, яка запровадила права автора.
Однак іноді в літературі оригінальні автори не затверджували твори як канонічні, але оригінальні видавці або літературні маєтки оригінальних письменників посмертно затверджували наступні твори як канонічні, такі як «Королівська книга країни Оз» (1921) (оригінальним видавцем), Порто Белло Ґолд (1924) (за маєтком), і Гайді виростає (1938) (за маєтком).

#### Кінець XX століття
У кіно та на телебаченні це звичайне явище, коли оригінальний автор не визначає канон. У літературі маєток Герберта Веллса дозволив продовження Стівена Бакстера «Різанина над людством» (2017) і «Кораблі часу» (1995). «Скарлетт» була продовженням «Віднесених вітром» 1991 року, дозволеним маєтком.

#### ХХІ століття
У 2010 році маєток Конан Дойла дозволив «Молодого Шерлока Голмса» і «Дім Шовку». Продовження історій П. Ґ. Вудгауса про дворецького Дживса були санкціоновані маєтком Вудгауса для фільмів «Дживс і весільні дзвони» (2013) Себастьяна Фолкса та «Дживс і Трефовий король» (2018) Бена Шотта. «Вбивства з монограмою» (2014) Софі Ганни є продовженням романів Еркюля Пуаро, дозволеним маєтком Агати Крісті.

## Фанон
Фанфіки майже ніколи не вважаються канонічними. Однак певні ідеї можуть стати впливовими або широко прийнятими в спільнотах фанатів, які називають такі ідеї «фанон», тобто суміш фанів і канонів. Так само термін «хедканон» використовується для опису особистої інтерпретації фанатом вигаданого всесвіту.